# Aleksandrs Grīns
Œuvres principales
Dvēseļu putenis (1933)
Saderinātie (1938)
Aleksandrs Grīns de son vrai nom Jēkabs Grīns, né le 15 août 1895 dans la municipalité de Jēkabpils et mort le 25 décembre 1941 à Astrakhan, est un romancier letton,,.

## Biographie
Aleksandrs Grīns est né le 15 août 1895 dans la maison « Ziedi » dans municipalité de Jēkabpils (Gouvernement de Courlande), dans une famille d'agriculteurs. Il a deux frères - Jānis Grīns et Mārtiņš Grīns. Il étudie à l'école primaire de Muižgale, puis à l'école professionnelle de la ville de Jēkabpils et au collège de Rūjiena. En 1914, il est diplômé de l'école réale (de l'allemand Realschule: établissement d'enseignement secondaire actuel) de Cēsis. Il écrit sa première histoire à quinze ans. Grīns avait prévu d'étudier la médecine à l'Université de Tartu, mais la Première Guerre mondiale éclata et il partit étudier dans une école militaire à Moscou. Après quelques mois d'entraînement, il obtient le grade de praporchtchik (en) et est envoyé au front. En 1916, Grīns obtient son transfert dans les unités de tirailleurs lettons nouvellement créées. Au début, il fait partie du bataillon de réserve à Tartu, et en août 1916 est enrôlé dans le 4e régiment de tirailleurs lettons de Vidzeme pendant les batailles près de Smārde et d'Olaine. À cette période, il décide de changer de prénom et s'appellera Aleksandrs.
Lors d'une reconnaissance le 20 juillet 1917, Grīns fut grièvement blessé et en septembre, lorsque l'attaque allemande sur Riga commençe, il fut évacué vers Petrograd. Après la dissolution du Corps des tirailleurs lettons, le 6 avril 1918, Grīns fut démobilisé de l'armée avec le grade de lieutenant et se rendt dans sa maison natale de Ziedi, mais la trouva détruite. Il part étudier la médecine à l'Université de Tartu, mais au début de 1919, il a été mobilisé dans l'armée soviétique lettone. Lors de la retraite de l'Armée rouge à Bauska, il déserte et passe du côté des troupes du gouvernement de Andrievs Niedra, se retrouve dans la brigade de Jānis Balodis et entre à Riga avec elle. À l'automne 1919, il reprend ses études de médecine à l'Université de Lettonie et, en 1924, Grīns est démobilisé avec le grade de capitaine.
À partir de 1920, il travaille comme journaliste dans les journaux Latvijas Kareivis, Latvis, Brīvā Zeme et Rīts. Parallèlement, Green commence à écrire des romans historiques. En 1939, il reprend du service dans l'armée lettone. Après l'occupation de la Lettonie en 1940, Aleksandrs Grīns sert au camp de Litene, où sera arrêté le 14 juin 1941. Il est transféré à Riga et interrogé par la NKVD les 24 et 25 juin. Dans la nuit du 19 juin 1941, il est déporté en RSFSR de Russie, où il est condamné à mort en octobre et fusillé dans la prison d'Astrakhan en 1941.

## Décoration
- Ordre des Trois Étoiles de 5e classe (1930)
- Ordre des Trois Étoiles de 4e classe (1934)
- Ordre de Viesturs de 3e classe (1938)

## Œuvres
- Veļi (1919)
- No leitnanta Vanaga dienasgrāmatas (1920)
- Krustneša gaitas (1921)
- Pieviltā vīra atriebšanas un citas noveles (1922)
- Vadonis skuķkopībā (1925)
- Septiņi un viens (récits, 1926)
- Likteņa varā (récits, 1928)
- Dvēseļu putenisvolume I (1933)
- Debesu ugunis (pas terminé, 1934)
- Dvēseļu putenis volume II (1934)
- Tobago (1934)
- Pelēkais jātnieks (1937)
- Meža bērni (1938)
- Saderinātie volume I Pelēkais jātnieks (1938)
- Saderinātie volume II Sarkanais jātnieks (1938)
- Trīs vanagi (1938)
- Latvijas Vēsture (1938)
- Zemes atjaunotāji volume I Meža bērni (1939)
- Zemes atjaunotāji volume II Atdzimusī cilts (1939)
- Saderinātie volume III Melnais jātnieks (1940)
- Pārnākšana (1941)